# Seznam delovnih teles 2. državnega zbora Republike Slovenije
Seznam delovnih teles 2. državnega zbora Republike Slovenije.

## Kolegij
- Kolegij predsednika Državnega zbora Republike Slovenije

## Komisije
- Mandatno-imunitetna komisija
- Komisija za volitve, imenovanja in administrativne zadeve
- Komisija po Zakonu o nezdružljivosti opravljanja javne funkcije s pridobitno dejavnostjo
- Komisija za poslovnik
- Komisija za narodni skupnosti
- Komisija za peticije
- Komisija za lokalno samoupravo
- Komisija za nadzor lastninskega preoblikovanja in privatizacije
- Komisija za vprašanja invalidov
- Komisija za evropske zadeve
- Komisija za nadzor nad delom varnostnih in obveščevalnih služb
- Komisija za politiko enakih možnosti
- Komisija za odnose s Slovenci v zamejstvu in po svetu
- Ustavna komisija

## Odbori
- Odbor za gospodarstvo
- Odbor za infrastrukturo in okolje
- Odbor za kmetijstvo in gozdarstvo
- Odbor za finance in monetarno politiko
- Odbor za nadzor proračuna in drugih javnih financ
- Odbor za mednarodne odnose
- Odbor za notranjo politiko in pravosodje
- Odbor za obrambo
- Odbor za znanost in tehnologijo
- Odbor za zdravstvo, delo, družino in socialno politiko
- Odbor za kulturo, šolstvo in šport
- Odbor za spremljanje uresničevanja Resolucije o izhodiščih zasnove nacionalne varnosti Republike Slovenije